# Snatch (série télévisée)
Pour les articles homonymes, voir Snatch.
Snatch est une série télévisée américaine en vingt épisodes de 42 minutes créée par Alex De Rakoff et mise en ligne le 16 mars 2017 et le 13 septembre 2018 sur le service Crackle de Sony Pictures Entertainment, et au Canada sur le service CraveTV.
Il s'agit de l'adaptation du film britannique Snatch : Tu braques ou tu raques, réalisé par Guy Ritchie et sorti en 2000.
Cette série est inédite dans tous les pays francophones.

## Synopsis
Un groupe de jeunes criminels « amateurs », tous âgés d'environ 20 ans, découvrent des lingots d'or volés. Ils vont se retrouver malgré eux au cœur du crime organisé de Londres.

## Production
Sauf indication contraire, les informations mentionnées dans cette section peuvent être confirmées par la base de données cinématographiques IMDb,  présente dans la section « Liens externes ».
- Créateur : Alex De Rakoff
- Réalisateur : Nicholas Renton
- Productrice : Helen Flint

Producteurs délégués : Alex De Rakoff, Rupert Grint, David Harris Kline
Producteurs consultants : Aaron L. Ginsburg et William Green
- Montage : Nick Arthurs, Ben Drury, Steven Worsley et Russell Beeden
- Société de production : Little Island Productions
- Distribution : Sony Pictures Television
- Genre : Comédie policière, dramatique, thriller

## Distribution
- Rupert Grint : Charlie Cavendish-Scott[3]
- Luke Pasqualino : Albert « Al » Hill[4]
- Lucien Laviscount : Billy « Fuckin » Ayers ou Billy boy
- Marc Warren : Bob Fink
- Phoebe Dynevor : Lotti Mott
- Stephanie Leonidas : Chloe Koen
- Dougray Scott : Vic Hill ou Victor Hill
- Juliet Aubrey : Lily Hill ou Lil Hill ou Mrs H
- Tamer Hassan : Harry
- Ed Westwick : Sonny Castillo

## Production
Le projet est validé par Crackle en avril 2016. Le tournage débute fin août 2016 à Manchester.

## Épisodes

### Première saison (2017)
Composée de dix épisodes, elle a été diffusée le 16 mars 2017 sur Crackle.
1. All That Glitters
2. Badda Bling
3. Going in Heavy
4. Across the Pond
5. The Smelt Down
6. Fly Away You Nutters
7. Coming Home to Roost
8. Pear Shaped
9. Creepers
10. A Family Affair

### Deuxième saison (2018)
Composée de dix épisodes, elle a été diffusée le 13 septembre 2018 sur Crackle.
1. Olé
2. The Catalan and the Mute
3. Larga Vida al Rey
4. Fight Night
5. Good Work for Bad Money
6. Bomba
7. Heavy Wears the Crown
8. Diamonds Ain't Forever
9. Close Quarters
10. Job Done